# La Joute (émission de télévision)
 (avril 2023).
La Joute est une émission de télévision québécoise quotidienne, du lundi au vendredi, dès 16h00. L'émission est animée par Paul Larocque et est diffusée sur les ondes de LCN. Emmanuelle Latraverse est l’animatrice pour la quotidienne du vendredi.

## Concept
La Joute oppose trois débatteurs sur des sujets d'actualité et de politique québécoise, canadienne et internationale.

## Débatteurs
| Nom                | Fonction                                                |
| ------------------ | ------------------------------------------------------- |
| Yasmine Abdelfadel | Chroniqueuse et analyste politique                      |
| Gaétan Barrette    | Ancien ministre de la santé du Parti libéral du Québec  |
| Stéphane Bédard    | Ancien chef par intérim du Parti Québécois              |
| Mathieu Bock-Côté  | Chroniqueur et essayiste                                |
| Amir Khadir        | Ancien porte-parole de Québec solidaire                 |
| Marc-André Leclerc | Ancien chef de cabinet d'Andrew Scheer                  |
| Elsie Lefebvre     | Ancienne députée du Parti Québécois dans Laurier-Dorion |
| Thomas Mulcair     | Ancien chef du Nouveau Parti démocratique               |
| Rodolphe Husny     | Ancien conseiller politique                             |

Anciens débatteurs : 
- Paul Ahmarani
- Stéphane Bellavance
- François Bugingo
- Jean-Pierre Charbonneau
- Denis Coderre
- Éric Duhaime
- Johanne Fortier
- Julien Gagnon
- Stéphane Gendron
- Monique Giroux
- Raymond Gravel
- Christopher Hall
- Louise Harel
- Gérald Larose
- Jici Lauzon
- Marie-Claude Lortie
- Richard Martineau
- François-Étienne Paré
- Catherine Perrin
- Luc Phaneuf
- Pierre-Olivier Pineau
- Lorraine Pintal
- Steve Proulx
- François Rebello
- Daniel Weinstock